# Cercador de veu
Cercador de veu és un Motor de cerca, que a través de la veu, permet trobar informació emmagatzemada a la xarxa. Aquest mètode de cerca ha estat dissenyat per Google. El podem trobar tant als ordinadors com als dispositius mòbils.
Aquesta manera de cercar és relativament nova i està basada en una sèrie d'algorismes els quals permeten que la computadora pugui reconèixer les síl·labes, processar-les i realitzar la cerca.
Un dels algorismes que utilitza aquest cercador és l'Algorisme Hummingbird, amb l'objectiu de comprendre d'una millor manera les paraules citades per l'usuari. Aquest algorisme realitza una cerca intel·ligent de manera que permet a l'usuari fer cerques a través de frases que diria normalment en lloc de només anomenar les paraules clau, com es fa habitualment amb els cercadors de text.

## Història
- Els inicis: anys 50

1. Bell Labs. Reconeixement dels dígits aïllats (mono locutor).
2. RCA Labs. Reconeixement de 10 síl·labes (mono locutor).
3. University College in England. Reconeixedor fonètic.
4. MIT Lincoln Lab. Reconeixedor de vocals independents del emissor.

- Els fonaments: anys 60

1. CMU(Carnegie Mellon University). Reconeixement de la parla continua.

- Les primeres solucions: anys 70

1. Reconeixement de paraules aïllades.
2. IBM: Investigació pel reconeixement de grans vocabularis.
3. Sistema HARPY (CMU), primer sistema amb èxit.

- Reconeixement de la parla continua: anys 80

1. Explosió dels mètodes estadístics.
2. Introducció de les rets neuronals en el reconeixement de veu.

- Comença el negoci: anys 90

1. Apareixen les primeres aplicacions.
2. Sistemes de dictat.
3. Integració entre el reconeixement de veu i el processament del llenguatge natural.

- Una realitat: anys 2000

1. Integració de les aplicacions per telèfon i Internet.
2. Apareix l'estàndard VoiceXML.

## Llengües reconegudes
Aquests són els idiomes en els quals el cercador de veu Google ens reconeixerà.
- Anglès (Austràlia, Canadà, Índia, Nova Zelanda, Sud-àfrica, Regne Unit, EUA)
- Africans
- Àrab (7 dialectes)
- Basc
- Búlgar
- Català
- Islandès
- Hungarès
- Finès
- Gallec
- Grec
- Hebreu
- Llatí
- Indonès
- Noruec
- Romanès
- Serbi
- Eslovac
- Suec
- Turc
- Yue Chinès
- Zulu
- Txec
- Holandes
- Francès
- Alemany
- Itàlia
- Idonis
- Japonès
- Corea
- Americà
- El xinès mandarí (tradicional de Taiwan, simplificat de la Xina, Hong Kong simplificat)
- Malaisi
- Polonès
- Portuguès (Brasil)
- Rus
- Espanyol (Argentina, Bolívia, Xile, Colòmbia, Costa Rica, República Dominicana, Equador, El Salvador, Guatemala, Hondures, Mèxic, Nicaragua, Panamà, Paraguai, Perú, Puerto Rico, Espanya, EUA, Uruguai, Veneçuela)

## Aplicacions destacables
- Google Voice Search

El 14 de juny de 2011, Google va fer públic que llançaria aquesta aplicació i que oferiria als usuaris el reconeixement de veu en la cerca utilitzant Google Chrome, amb un simple clic en la icona del micròfon pots fer una busca amb la teva veu.
- Google Maps amb cerca per veu

L'estiu de 2008, Google va afegir la recerca de veu per a mòbils de Google Maps, permetent als usuaris dir les seves cerques, a més d'escriure-les.
- Google Mobile App

Aquesta aplicació permet als usuaris buscar a Google per veu, aplicació molt semblant a la de Google Voice Search però per mòbils.

- Evi

Evi és una intel·ligència artificial revolucionària que t’ajuda amb les teves necessitats d'informació diaries.

## Limitacions
- Les limitacions que hi ha en aquest moment són que els cercadors de veu anomenats anteriorment s'han de fer amb el navegador Chrome i tots els idiomes que no són l'anglès tenen més problemes per a reconèixer les síl·labes i evitar males cerques.
- No es pot utilitzar en un ambient de soroll, ja que l'usuari segurament tardaria més a fer que el programa reconegués bé del tot el que l'usuari diu que no fent-la cerca de manera escrita.